# Ommatius shishodiai
Ommatius shishodiai är en tvåvingeart som beskrevs av Joseph och Parui 1993. Ommatius shishodiai ingår i släktet Ommatius och familjen rovflugor. Inga underarter finns listade i Catalogue of Life.